# Hydrogel

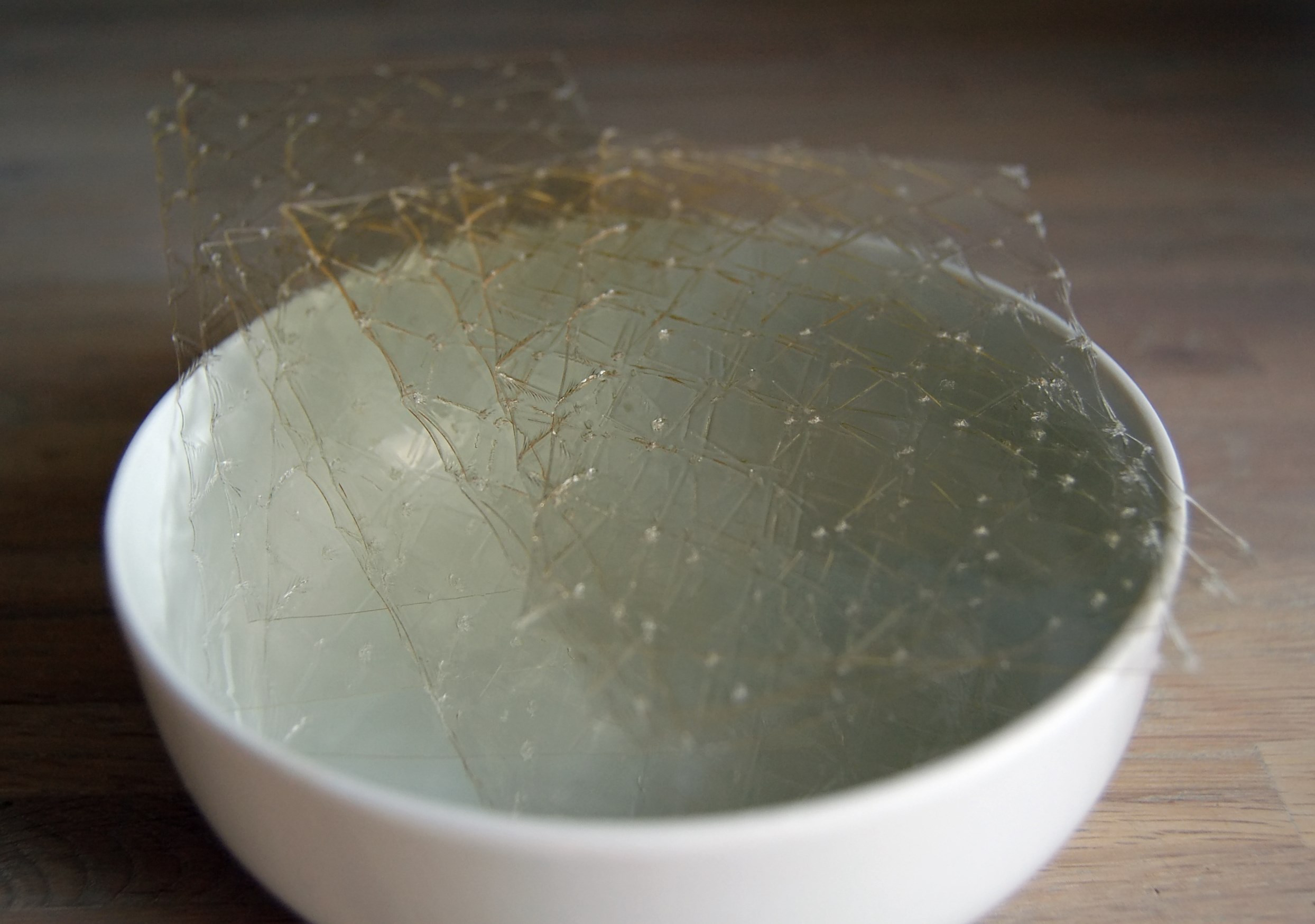
Gelatin, här i ark för matlagning, är en hydrogel.

En hydrogel är ett material bestående av dels genomsläppliga (permeabla) fasta ämnen, dels av minst 10% (vikt eller volym) vätska.  I I hydrogeler är den fasta fasen ej vattenlöslig och består av ett polymernätverk som absorberat stora mängder vatten eller andra biologiska vätskor.     Många hydrogeler tillverkas av syntetiska polymerer men det finns även sådana som är gjorda av naturliga polymerer.   Termen hydrogel har varit i bruk sedan 1894 .